# Blutspiel von Melbourne
Als Blutspiel oder Blutbad von Melbourne wurde das Wasserballspiel zwischen Ungarn und der Sowjetunion bei den Olympischen Sommerspielen 1956 in Melbourne bezeichnet, das in der Geschichte dieses Sports zum wohl bekanntesten und gleichzeitig zu einem der unsportlichsten Aufeinandertreffen zweier Mannschaften bei Olympischen Spielen avancierte. Die Tatsache, dass kurz zuvor der ungarische Volksaufstand von sowjetischen Truppen brutal niedergeschlagen worden war, verlieh dieser Begegnung besondere Brisanz. Der Name des Spiels wurde von den Medien erfunden und bezog sich auf den Ungarn Ervin Zádor, der in dieser Begegnung eine stark blutende Gesichtswunde zugefügt bekam. Ungarns deutlicher 4:0-Sieg wurde zu einem Symbol für den Widerstand gegen die sowjetische Besatzung.

## Hintergrund
Am 23. Oktober 1956 eskalierte eine kleine genehmigte Solidaritätskundgebung Budapester Studenten zu einem Aufstand gegen die sowjetischen Besatzer. Einige Tage lang sah es so aus, als könnten sich die Ungarn vom Einfluss der Sowjets befreien. Ab dem 1. November rollten sowjetische Panzer in Ungarn ein, und zwischen dem 4. und 10. November wurde die Revolution mit massivem Waffeneinsatz niedergeschlagen.
In dieser Zeit befand sich das ungarische Wasserballteam im Trainingslager oberhalb Budapests, von wo es die Wirren in der Hauptstadt zumindest akustisch wahrnehmen konnte. Die Mannschaft, Titelverteidiger der Spiele von Helsinki, wurde in Anbetracht der bevorstehenden Spiele in Melbourne außer Landes in die Tschechoslowakei gebracht. Erst in Australien erfuhren die Spieler von den Ereignissen in der Heimat. Sorge um Familie und Freunde begleitete die Athleten. Während des Beginns der Olympischen Spiele nahm die Brutalität im Heimatland immer mehr zu; die ungarische Mannschaft sah nun die Gelegenheit, auf sportlicher Ebene Unabhängigkeit und Stolz seines Landes zu repräsentieren.
Ervin Zádor bestätigte dies in Aussagen wie „Wir spielten nicht für uns, sondern für unser ganzes Land.“ Zu diesem Zeitpunkt erfuhr auch die internationale Gemeinschaft von der Brutalität der sowjetischen Truppen, die gegen die ungarische Bevölkerung vorgingen. Das ungarische Team wurde daraufhin auch von den vorher neutralen Besuchern der Spiele angefeuert. Es befanden sich auch viele Exilungarn unter den Zuschauern, die schon dem ungarischen Boxer László Papp ein paar Tage zuvor beim Gewinn seiner dritten olympischen Goldmedaille zugesehen hatten.
Ungarn hatte seine ersten vier Spiele deutlich mit je vier bis fünf Toren Vorsprung gewonnen und galt als erster Anwärter auf den Olympiasieg.

## Das Spiel
Obwohl die Presse der Begegnung des ungarischen Titelverteidigers gegen die Sowjetunion in der Vorberichterstattung wenig Bedeutung beimaß, erschien am 6. Dezember 1956 eine erstaunliche Anzahl von 5500 Zuschauern, darunter viele Exilungarn und ungarischstämmige Australier. Die Stimmung kochte schon vor Beginn gegen die Mannschaft der UdSSR hoch. Die Strategie der Ungarn bestand darin, die Sowjets, deren Amtssprache Russisch sie in der Schule gelernt hatten oder hatten lernen müssen, zu beleidigen. Mit den Worten von Zádor: „Wir beschlossen, die Russen böse zu machen und sie dadurch durcheinanderzubringen.“
Von Beginn an war das Spiel sehr körperlich geprägt. Regelwidrige Tritte und Hiebe wurden auf beiden Seiten ausgeteilt; der ungarische Mannschaftskapitän Dezső Gyarmati verletzte seinen sowjetischen Gegenspieler mit einem Aufwärtshaken. Währenddessen erzielte Ervin Zádor zwei Tore und das Publikum feuerte die Ungarn enthusiastisch mit „Hajrá Magyarok“ („Vorwärts Ungarn“) an. Gegen Ende der Begegnung – Ungarn führte 4:0 – beleidigte Ervin Zádor den sowjetischen Spieler Walentin Prokopow, der sich in einem unbeobachteten Moment mit einem Faustschlag ins Gesicht seines Kontrahenten revanchierte. Zádor, der eine klaffende Wunde dicht am rechten Auge davontrug, verließ daraufhin das Schwimmbecken und brachte mit seinem blutenden Anblick das Publikum endgültig gegen das sowjetische Team auf, dessen Akteure nun von einigen Zuschauern körperlich bedroht wurden. Um weitere Unruhe zu vermeiden, wurde das Spiel eine Minute vor Ende der regulären Spielzeit abgebrochen und die Polizei begann, die erzürnten Zuschauer zu entfernen. Bilder von Zádors Verletzungen wurden in der Weltpresse gezeigt und führten zur Beschreibung als „Blut-im-Wasser-Spiel“. Berichte, dass sich dabei das Wasser rot gefärbt hatte, gelten als übertrieben. Zádor selbst sagte später, sein einziger Gedanke in diesem Moment sei das nächste Spiel gewesen.
Die Ungarn wurden zum Sieger der Partie erklärt, da sie beim Stand des Abbruchs in Führung lagen. Mit dem Sieg im letzten Spiel der Finalrunde über Jugoslawien (2:1) gewannen sie auch das olympische Turnier und sicherten sich ihre mittlerweile vierte Goldmedaille.

## Verfilmung
2006 kam zum fünfzigsten Jahrestag des ungarischen Volksaufstands der Dokumentarfilm Freedom’s Fury in die Kinos. Der von Lucy Liu und Quentin Tarantino produzierte Film erzählt die Geschichte des Spieles. Mark Spitz, der als Teenager von Ervin Zádor trainiert wurde, ist der Erzähler.
Ebenfalls 2006 erschien der ungarische Spielfilm Children of Glory, zu dem der ungarisch-amerikanische Drehbuchautor Joe Eszterhas das Drehbuch schrieb.